# Demografia Uruguayului
| Structura rasială a Uruguayului | Structura rasială a Uruguayului | Structura rasială a Uruguayului | Structura rasială a Uruguayului | Structura rasială a Uruguayului |
| ------------------------------- | ------------------------------- | ------------------------------- | ------------------------------- | ------------------------------- |
| Rasă                            |                                 |                                 | Procent                         |                                 |
| Albi                            | Albi                            |                                 | 95.4%                           | 95.4%                           |
| Negri                           | Negri                           |                                 | 3.4%                            | 3.4%                            |
| Metiși                          | Metiși                          |                                 | 1.2%                            | 1.2%                            |

Populația Uruguayului: 3.251.526 (2011)
- Creștere anualǎ: 0,24% (2012)
- Natalitate: 13,4 la 1000 (Fertilitate 1,9 nașteri/femeie, Mortalitate infantilă 9,4 la 1000)
- Mortalitate: 9,5 la 1000
- Speranță de viață: 73,3 la bǎrbați și 79,7 la femei
- Infectare cu HIV-SIDA: 0,5% din populație (2011)
- Alfabetizare: 98,0%
- Populație urbanǎ: 92%